# Мака, Джо
Джо́зеф Ма́ка (англ. Joseph Maca; 28 сентября 1920, Брюссель, Бельгия — 13 июля 1982, Массапекуа, Нью-Йорк, США) — американский футболист бельгийского происхождения, защитник, выступал на чемпионате мира 1950 года, участник знаменитого матча против англичан в Белу-Оризонти 29 июня 1950 года.

## Карьера

### Клубная
До второй мировой войны Джо Мака играл за брюссельскую команду «Рояль Серкль Спортиф Ла Форестуаз» в третьем бельгийском дивизионе. Во время войны 12 месяцев служил в бельгийской армии и играл за армейскую команду. После войны он переехал в США и начал играть за клуб «Бруклин Хиспано» в Американской футбольной лиге. По итогам 1949 и 1950 гг. он входил в сборную всех звёзд лиги. Он не имел американского гражданства и, тем не менее, выступал за сборную США на ЧМ-1950. После турнира он вернулся в Бельгию и играл за «Ройял Уайт Стар Атлетик», прежде чем вновь вернуться в Америку.

### В сборной
Все три матча Джозефа в составе сборной США пришлись на чемпионат мира 1950 года в Бразилии. Он принял участие в знаменитом матче против англичан в Белу-Оризонти, когда американская команда добилась сенсационной победы 1:0. А в матче со сборной Чили он забил гол с пенальти.
| Матчи Джо Маки за сборную США | Матчи Джо Маки за сборную США | Матчи Джо Маки за сборную США | Матчи Джо Маки за сборную США | Матчи Джо Маки за сборную США | Матчи Джо Маки за сборную США | Матчи Джо Маки за сборную США |
| ----------------------------- | ----------------------------- | ----------------------------- | ----------------------------- | ----------------------------- | ----------------------------- | ----------------------------- |
| №                             | Дата                          | Место проведения              | Соперник                      | Счёт                          | Голы                          | Турнир                        |
| 1                             | 25 июня 1950                  | Куритиба, Бразилия            | Испания                       | 1:3                           | -                             | Чемпионат мира 1950           |
| 2                             | 29 июня 1950                  | Белу-Оризонти, Бразилия       | Англия                        | 1:0                           | -                             | Чемпионат мира 1950           |
| 3                             | 2 июля 1950                   | Ресифи, Бразилия              | Чили                          | 2:5                           | 1                             | Чемпионат мира 1950           |

Итого: 3 матча, 1 гол; 1 победа, 0 ничьих, 2 поражения.
Джо Мака был принят в Зал Американской Футбольной Славы в 1976 году вместе с другими игроками сборной образца 1950 года.